# 鸟苷二磷酸甘露糖
鸟苷二磷酸甘露糖（英語：或GDP-mannose）是一种核苷酸糖，在代谢中作为糖基转移酶的糖基供体，转移此分子的是甘露糖基转移酶。

## 生物合成
GDP-甘露糖由GTP和甘露糖-1-磷酸通过甘露糖-1-磷酸鸟苷酰转移酶合成。